# 三五美奈子
三五 美奈子（さんご みなこ、1971年6月11日 - ）は、日本の女性声優、ナレーター。神奈川県横浜市出身、東京都育ち。
代表作は、アニメ『下級生』（南里愛）、『双恋』（桃衣舞）。

## 経歴
東京アナウンス学院卒業。ミュー・コーポレーションに入所し、ドラマなどに出演。
声優部門が設立された後、1996年OVA『転校生』ヒロイン＆主題歌にて声優デビュー。
アトリエピーチ、トーゴープロダクションを経て、現在はフリーにて活動。
学習教材やバラエティ番組のレギュラーナレーション。ライブイベント出演やオリジナルCD制作も行う。近年はボイストレーニング講師も務め、2019年からはワークショップも開催。2020年より、「33-ONLINE-」にてオンラインワークショップ開催中。

## 出演
太字はメインキャラクター。

### テレビアニメ
- 下級生（1999年、南里愛）
- 天使のしっぽChu!（2003年、立川はるか）
- W〜ウィッシュ〜（2004年、鈴木貴子）
- 双恋（2004年、桃衣舞）
- フタコイ オルタナティブ（2005年、桃衣舞）

### OVA
- 転校生（1996年、綾瀬葵） - 15禁作品
- エルフ版 下級生 あなただけを見つめて…（1997年、南里愛）
- KISSより…（1999年、早坂みく） - 18禁作品[注 2]
- エンドレスセレナーデ（2000年、観音皐[3]） - 18禁作品
- ステディ×スタディ（2004年、上原芽衣）

### ゲーム
1997年
- 下級生（南里愛）

1999年
- KISSより…（早坂みく）
- 君の気持ち、僕のこころ（松岡エミリ）
- 有限会社地球防衛隊（橋口遥香）
- リトル・ウィッチ パルフェ 〜黒猫印の魔法屋さん〜（フローレ＝ミルフィア）
- リトル・ウィッチ レネット 〜スワンの涙ラプソディ〜（フローレ＝ミルフィア）

2000年
- POWER DoLLS 4（エレン・シュターミツ、ナンシー・ウォルコット）
- お花畑のフローレ（フローレ＝ミルフィア）
- ココットのどきどきQUIZ大作戦（フローレ＝ミルフィア）
- ハートフルメモリーズ 〜Little Witch Parfait 2〜（フローレ＝ミルフィア）
- 麻雀幼稚園たまご組2（ナレーション）

2001年
- エミーリア（メリアン）
- おかえりっ!〜夕凪色の恋物語〜（姫神摩耶）
- Missing Blue（瀬渡菜緒）

2002年
- 想い出にかわる君 〜Memories Off〜（サブキャラクター）
- ギャルズパニックS3（NO-002 あゆみ、NO-008 春）

2003年
- LOVERS 〜恋に落ちたら…〜（山本のり子）
- おとぎストーリー 天使のしっぽ（立川はるか）

2004年
- ステディ×スタディ（上原芽衣）
- 双恋 シリーズ（2004年 - 2005年、桃衣舞） - 3作品

2006年
- ガジェットトライアル（ワカバヤシ少佐）

2014年
- 百女神ばずたぁ〜ず（イヌウィ）

### ドラマCD
- てんしのはねとアクマのシッポ（ハニエル）
- だってHって食べる事と睡眠と大差ないじゃないですか?
- おしゃべりCD「ことたま」
- エルフ版 下級生 Radio Avenue（1998年、南里愛）
- LOVERS 〜恋に落ちたら…〜（2002年、山本のり子）
- ベルサイユのばら -忘れ得ぬ人・オスカル-（2003年、ロザリー）
- PS2ゲーム『双恋』ドラマアルバム twinkle bright（2005年、桃衣舞）
- 東京探偵姫〜残光の剣士・沖田総司〜（2009年、藤宮ちとせ）

### ナレーション
- DVD「プラーナ体験版」

### ラジオ
- 月夜の羊たち

### DJ CD
- 永井真衣のロリにみえてもお姉さんなんだからね！

### DVD
- ポップンロ〜ルおべんとう箱〜いっぽんめ〜

### テレビドラマ
- 天までとどけ 5 - 6（1996年 - 1997年） - 角田文美江 役

### テレビ番組
- メガストア 美少女ゲームTV!（1998年、キッズステーション）

## ディスコグラフィ
| 枚  | 発売日 | タイトル                        | 規格品番 |
| --- | ------ | ------------------------------- | -------- |
| 1st |        | さよならは言わないで/雲に乗って | MS-001   |

| 枚  | 発売日         | タイトル | 規格品番 | 備考                    |
| --- | -------------- | -------- | -------- | ----------------------- |
| 1st | 2016年12月29日 | Period   |          | 全て本人で作詞の新曲4曲 |

### キャラクターソング
| 発売日   | 商品名                                       | 歌 | 楽曲                                                  | 備考                                                                     |
| 1997年   | 1997年                                       | 1997年 | 1997年                                                | 1997年                                                                   |
| -------- | -------------------------------------------- | --- | ----------------------------------------------------- | ------------------------------------------------------------------------ |
| 5月24日  | ピンクパイナップル・メガヒッツ               | 綾瀬葵（三五美奈子） | 「微笑み、あなたに」                                  | OVA『転校生』エンディングテーマ                                          |
| 9月26日  | エルフ版下級生ミニアルバム 好きといえたら…   | 南里愛（三五美奈子） | 「こんな大きな樹の下で」                              | OVA『エルフ版 下級生 あなただけを見つめて…』関連曲                       |
| 1998年   |                                              | |                                                       |                                                                          |
| 1月23日  | エルフ版 下級生〜Melody〜                    | 南里愛（三五美奈子） | 「風になりたい」                                      | OVA『エルフ版 下級生 あなただけを見つめて…』関連曲                       |
| 1999年   |                                              | |                                                       |                                                                          |
| 6月2日   | KISSより…                                    | 静木亜美、江幡育子、三五美奈子、渡邉優子、悠羽、森野ことり、田島雅美 | 「KISSより…」                                         | OVA『KISSより…』イメージソング                                           |
| 6月17日  | 有限会社地球防衛隊                           | ？ | 「？」                                                |                                                                          |
| 2000年   |                                              | |                                                       |                                                                          |
| 9月29日  | Parfait Song Collection                      | フローレ＝ミルフィア（三五美奈子） | 「花束の招待状」                                      | ゲーム『お花畑のフローレ』主題歌                                         |
| 2002年   |                                              | |                                                       |                                                                          |
| 11月21日 | LOVERS featuring 山本のり子                  | 山本のり子（三五美奈子） | 「恋のdo-re-mi」 「のり子のはじめてデート」           | ゲーム『LOVERS 〜恋に落ちたら…〜』関連曲                                 |
| 2004年   |                                              | |                                                       |                                                                          |
| 9月23日  | 甘辛日夜〜Ama-Kara Night&Day〜               | 桜月キラ（伊月ゆい）、桜月ユラ（綱掛裕美）、一条薫子（堀江由衣）、一条菫子（小清水亜美）、白鐘沙羅（水橋かおり）、白鐘双樹（門脇舞）、雛菊るる（長谷川静香）、雛菊らら（落合祐里香）、千草初（吉住梢）、千草恋（桑谷夏子）、桃衣愛（たかはし智秋）、桃衣舞（三五美奈子） | 「甘辛日夜〜Ama-Kara Night&Day〜」 「宝物」           | テレビアニメ『双恋』イメージソング                                       |
| 11月3日  | 双恋 character song series EXTRA 桃衣愛&舞   | 桃衣愛（たかはし智秋）、桃衣舞（三五美奈子） | 「ムギュムギュッLOVERS」 「恋は少女のモノじゃない？」 | ゲーム『双恋 -フタコイ-』関連曲                                          |
| 12月22日 | FU・WA・RI 告白!                             | 桜月キラ（伊月ゆい）、桜月ユラ（綱掛裕美）、一条薫子（堀江由衣）、一条菫子（小清水亜美）、白鐘沙羅（水橋かおり）、白鐘双樹（門脇舞）、雛菊るる（長谷川静香）、雛菊らら（落合祐里香）、千草初（吉住梢）、千草恋（桑谷夏子）、桃衣愛（たかはし智秋）、桃衣舞（三五美奈子） | 「FU・WA・RI 告白！」                                 | ゲーム『双恋 -フタコイ-』オープニングテーマ                              |
| 12月22日 | FU・WA・RI 告白!                             | 桜月キラ（伊月ゆい）、桜月ユラ（綱掛裕美）、一条薫子（堀江由衣）、一条菫子（小清水亜美）、白鐘沙羅（水橋かおり）、白鐘双樹（門脇舞）、雛菊るる（長谷川静香）、雛菊らら（落合祐里香）、千草初（吉住梢）、千草恋（桑谷夏子）、桃衣愛（たかはし智秋）、桃衣舞（三五美奈子） | 「わいわいLove baloon」                               | ゲーム『双恋 -フタコイ-』関連曲                                          |
| 2005年   |                                              | |                                                       |                                                                          |
| 7月6日   | 恋泥棒ごっこ                                 | 桜月キラ（伊月ゆい）、桜月ユラ（綱掛裕美）、一条薫子（堀江由衣）、一条菫子（小清水亜美）、白鐘沙羅（水橋かおり）、白鐘双樹（門脇舞）、雛菊るる（長谷川静香）、雛菊らら（落合祐里香）、千草初（吉住梢）、千草恋（桑谷夏子）、桃衣愛（たかはし智秋）、桃衣舞（三五美奈子） | 「恋泥棒ごっこ」                                      | ゲーム『フタコイ オルタナティブ 恋と少女とマシンガン』オープニングテーマ |
| 2013年   |                                              | |                                                       |                                                                          |
| 6月2日   | 「ポップンロ〜ルおべんとう箱」テーマソングCD | | 「夢見る羊たち」 「月夜の羊たち」                     |                                                                          |

### CD未収録
- この想い風よ届けて…

### ライブ映像
- 双恋 LIVE〜バレンタインパニック〜（2005年6月22日）